# Dekoratör

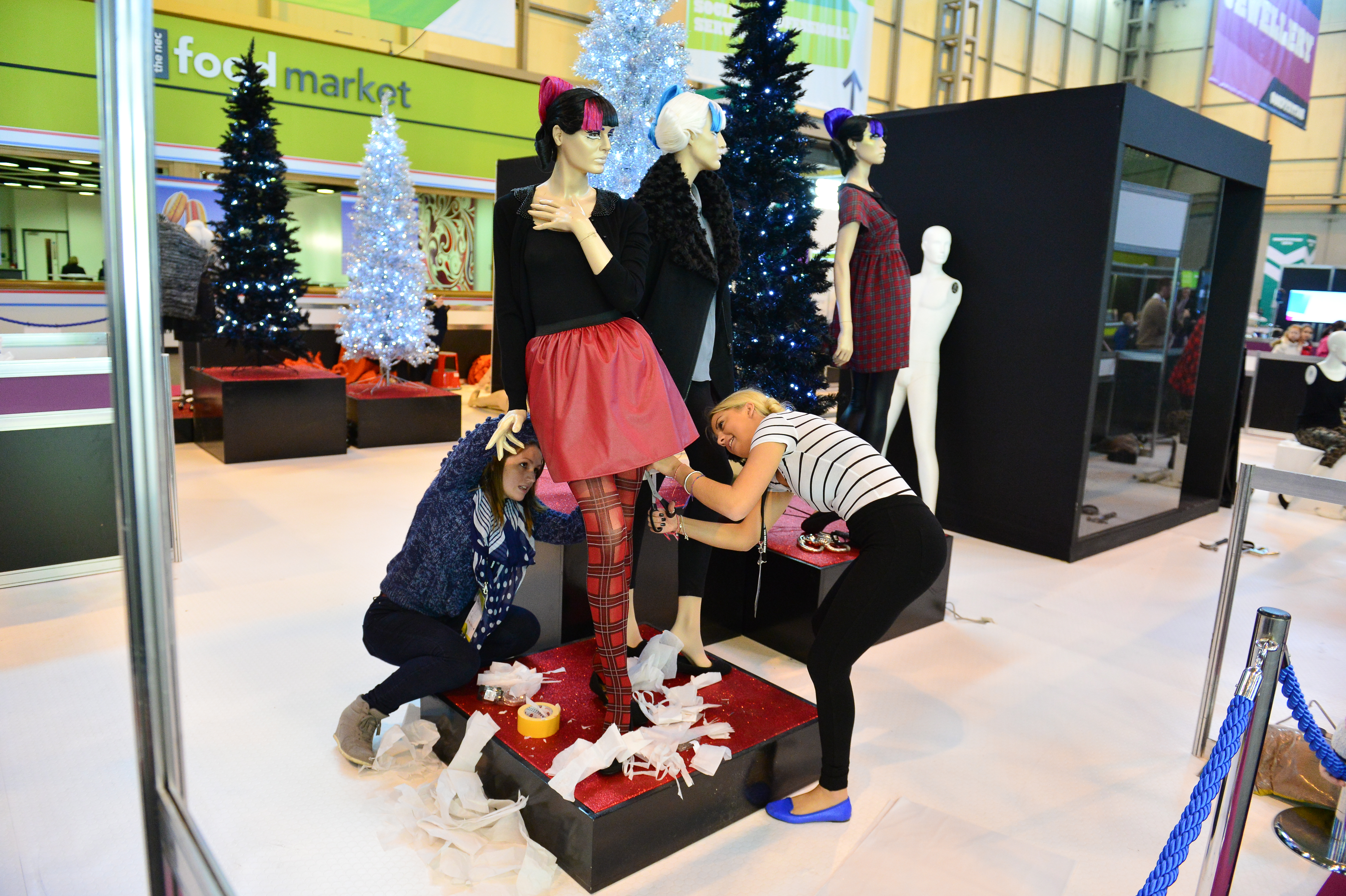
Dekoratörer i arbete.

Dekoratör, även butikskommunikatör eller engelskans Visual merchandiser, ansvarar för skyltningen i en butik, varuexponering, framtagande av skyltar och prislappar, omhängning i butiken, byte av kläder på skyltdockor och ansvarar för att butiken ger ett visuellt bra intryck.
Det finns även dekoratörer, anställda exempelvis i en butikskedja, som åker runt till kedjans butiker inom ett visst område och skyltar om. En dekoratör kan även specialisera sig och arbeta med att inreda mässmontrar. Att jobba som dekoratör är ett kreativt arbete men samtidigt också ofta låst till företagets eller butikskedjans stil och koncept då detta ofta styrs av marknadsavdelningen och man har då riktlinjer att följa. I mindre butiker har man oftare större möjlighet att påverka utifrån egna idéer och förslag på till exempel varuexponeringen eller av skyltfönstret.

## Utbildning i Sverige
Det finns flera olika sätt att utbilda sig till dekoratör i Sverige.
Kvalificerad yrkesutbildning (KY) inom området ges vid vissa högskolor och utbildningen heter Kommunikatör/dekoratör och är på 2 år (80 KY-poäng) och finns bland annat på Entreprenörskolan i Leksand
Grundutbildning finns också inom vissa fristående skolor. Studierna kan bedrivas under 1 alternativt 2 terminer.
Hantverksprogrammet ger en 3-årig gymnasieutbildning inom inredning, både hem och butik. 
I vissa fall kan man fortfarande utbilda sig till dekoratör genom att gå som dekoratörselev.
På vissa gymnasieskolor har man handelsprogram med yrkesutgång butikskommunikatör/merchandiser,
till exempel Katedralskolan i Skara.
Handelns försäljning och konjunkturer avgör ofta hur stort behovet eller viljan är att anställa dekoratörer. Många kombinerar dekoratörsjobbet med andra sysslor.